# خورخورا العليا
قرية خورخورا العليا (بالكردية: خوڕخوڕەی سەروو)‏ هي إحدى قرى ناحية ميدان في قضاء خانقين ضمن الحدود الإدارية لمحافظة السليمانية لأنها ضمن مناطق إدارة كرميان في إقليم كردستان العراق.